# Charlotte McConaghy
Charlotte McConaghy, född 1988 i Darwin, är en australiensisk författare. Hon blev internationellt känd för sin första roman Migrations (svenska: Den sista migrationen), som handlar om det pågående utdöendet av arter.

## Biografi
McConaghy har en examen från the Australian Film Television and Radio School 2012, i manusförfattande och filmvetenskap. Hon bor i Sydney, med sin partner och deras son.

## Författarskap
Charlotte McConaghy började skriva som 14-åring. Under åren 2005–2016 publicerade hon ett antal serier i fantasy- eller science fiction-genren för en ungdomlig läsekrets. Det inkluderar fem bokserier och de båda singelverken The Pearl (2005; bokdebuten) och The Shadows (2012).
2020 debuterade hon med romanen Migrations, inspirerad av en resa till Island 2016 som ledde till två och ett halvt års skrivande. Boken blev en bestseller, fick stor internationell uppmärksamhet och har översatts till ett tjugotal språk. I den förenas naturobservationer, beskrivning av pågående miljö- och klimatpåverkan och utdöendet av arter med huvudpersonens personliga drivkrafter och bevekelsegrund. En kvinnlig forskare beger sig till Grönland för att därifrån med en fiskebåt följa de sista silvertärnornas flyttväg till Antarktis. Ett dunkelt personligt förflutet ger sig tillkänna. Boken har beskrivits som "en hybrid mellan äventyrsroman och klimatdystopi, en form av modern ekofiktion". Den har beskrivits som "sorglig och vacker", "poetisk och skrämmande", "en kärleksförklaring i noir till en värld som är på väg att gå under, och till allting som redan gått förlorat". Boken har blivit aktuell för en filmatisering, med Claire Foy och Benedict Cumberbatch bland skådespelarna.
Nästa roman fick inspiration från en artikel om den största och äldsta levande organismen på jorden – aspskogen The Trembling Giant i Utah. I Once There Were Wolves pågår ett försök att återinföra vargar i Skottland. Efter deras utrotning har hjortarna kraftigt ökat i antal, vilket i sin tur påverkat vegetationen och förändrats ett helt ekosystem.Den kvinnliga huvudpersonen är som zoolog djupt engagerad i projektet. Hennes synestesi, som innebär att hon har förmåga att känna fysisk plåga hos såväl människor som djur, gör henne både sårbar och inkännande. Hon bor med sin sjuka tvillingsyster i ett litet samhälle i närområdet till de framtida vargreviren. Lokalbefolkningen är fientligt inställd till projektet och dess deltagare. En man försvinner och förmodas vara utsatt för vargangrepp. Romanen har beskrivits som "en vild och vacker lovsång till naturen", som "roman mer än deckare".
Once There Were Wolves belönades 2022 med Indie Book Award for Fiction och ett Nautilus Gold Award. Den har översatts till ett antal språk (på svenska som När vargarna kom).